# Ivanov (film)
Ivanov (Иванов) è un film del 2010 diretto da Vadim Dubrovickij.

## Trama
Il film racconta di un uomo che porta un negativo al mondo e non riesce a trovare l'armonia.